# Крейчі Антоній В'ячеславович
Анто́ній В'ячесла́вович Кре́йчі (30 січня 1914, Владикавказ — 1999) — український архітектор чеського походження. Головний архітектор Вінницької області у 1945—1975 роках.

## Життєпис
Народився 30 січня 1914 р. в м. Владикавказі (кол. Російська імперія) у родині чехів. Навчався у спецшколі із землевпорядним ухилом (1929—1931 рр.). Закінчив Московський архітектурний інститут із відзнакою (1936 −1941 рр.). Під час навчання в 1939 р. працював архітектором Мособлпроекту.
Подальша кар'єра:

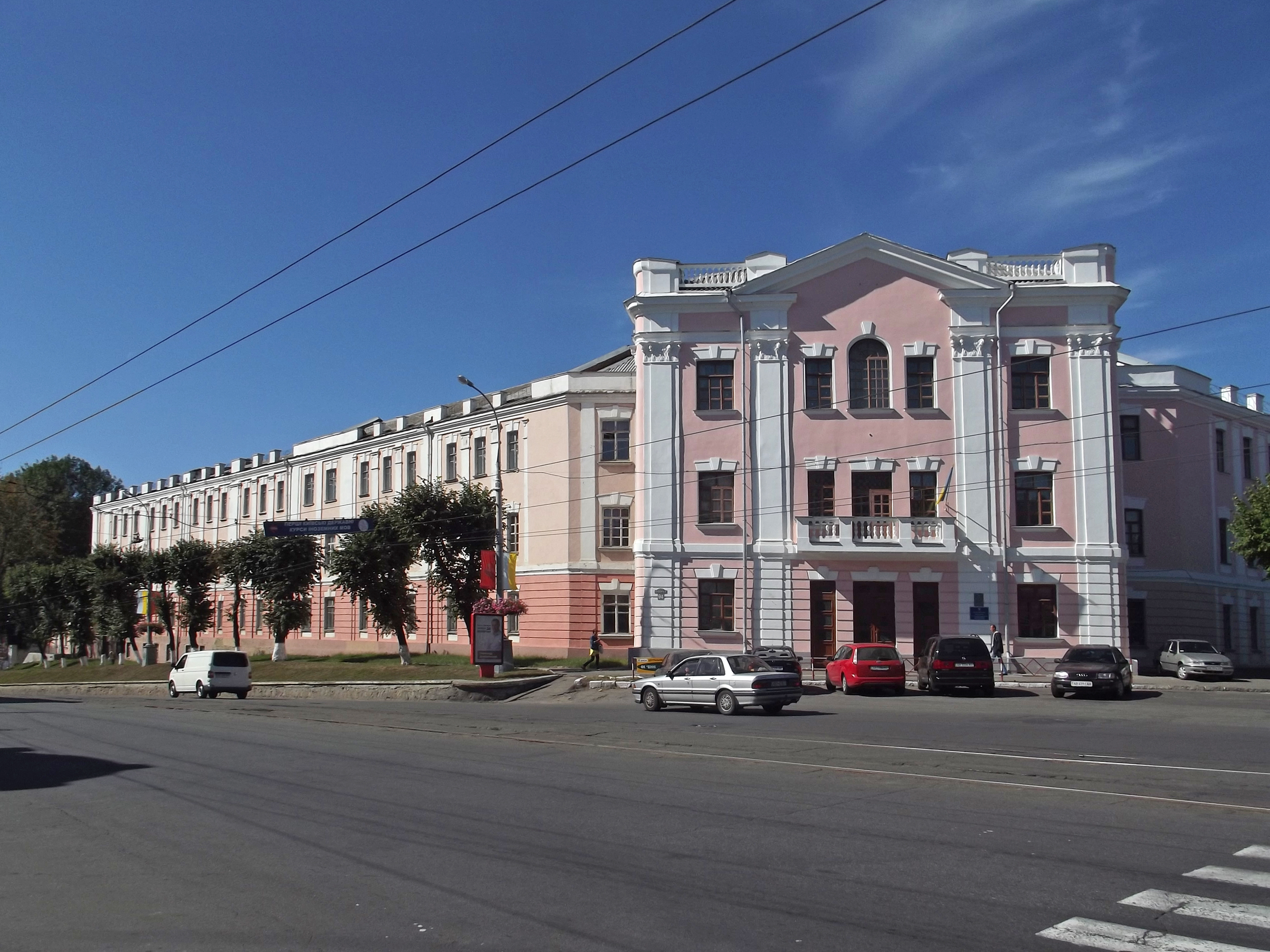
Школа № 2 у Вінниці (вул. Соборна, 94)

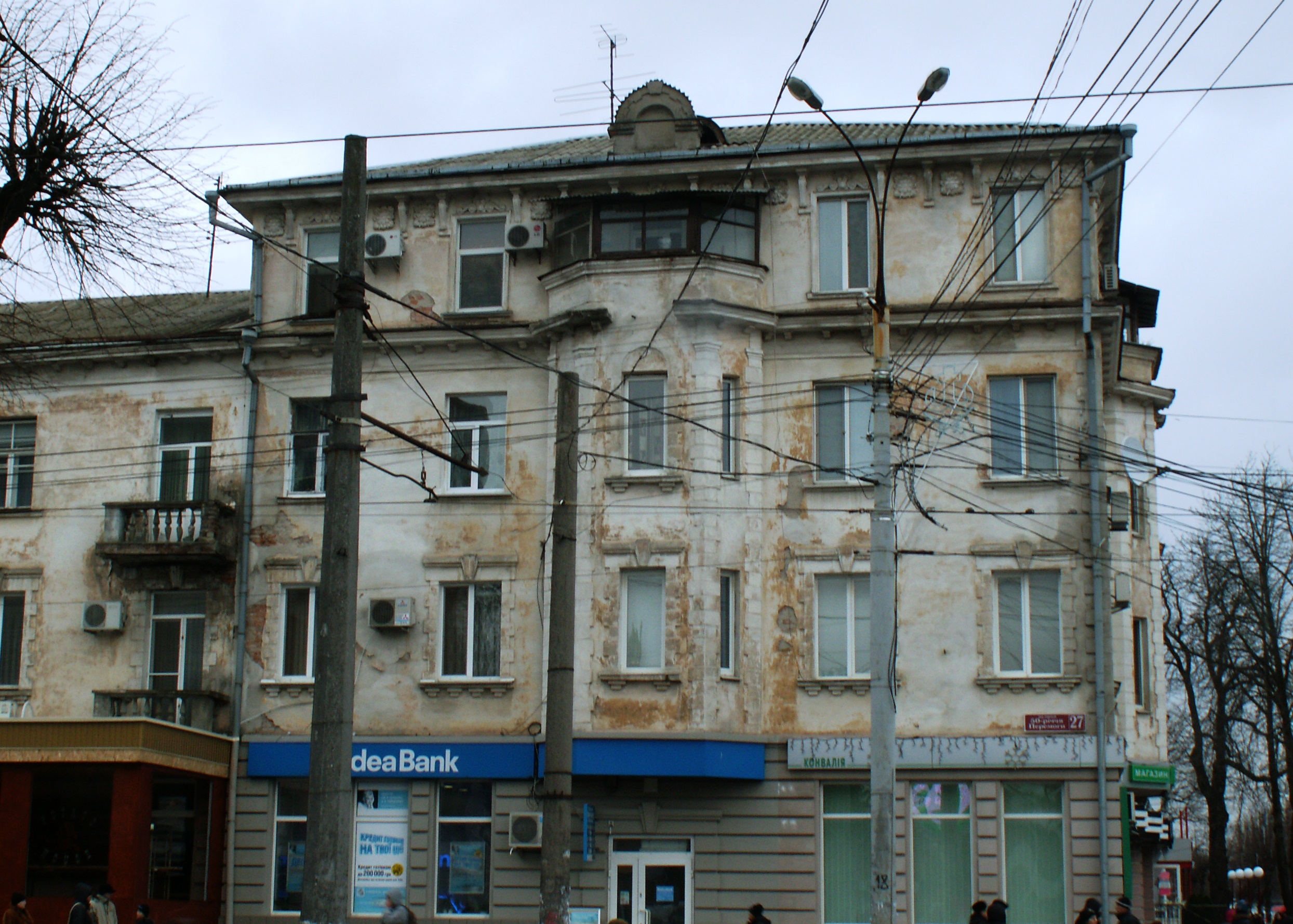
Житловий будинок у Вінниці (вул. Коцюбинського, 56)

- з червня по листопад 1941 р. виконував спецзавдання з маскування об'єктів Москви;
- інженер гарнізону м. Кутаїсі (Грузинської РСР) (1942—1943);
- головний інженер і архітектор м. Клухорі (Грузинської РСР) (липень 1943 — травень 1945);
- після війни відряджений на роботу до України, виконував обов'язки начальника Вінницького обласного відділу в справах архітектури (від 1945 р.);
- головний архітектор Вінницької області і начальник облпроекту (лютий 1946 — листопад 1949);
- голова Вінницького відділення Спілки архітекторів (від 1957 р.); обраний до правління Спілки архітекторів Української РСР (від 1955 р.);
- начальник Вінницького обласного відділу в справах архітектури (серпень 1949 — жовтень 1955);
- начальник Вінницького обласного відділу в справах будівництва та архітектури, головний архітектор області (жовтень 1955 — початок 1975).

Обирався депутатом Вінницької обласної і міської Рад депутатів трудящих VIII—XII скликання. Був також членом Президії Правління Вінницької обласної організації Українського товариства охорони пам'яток історії та культури й очолював секцію охорони пам'яток архітектури.

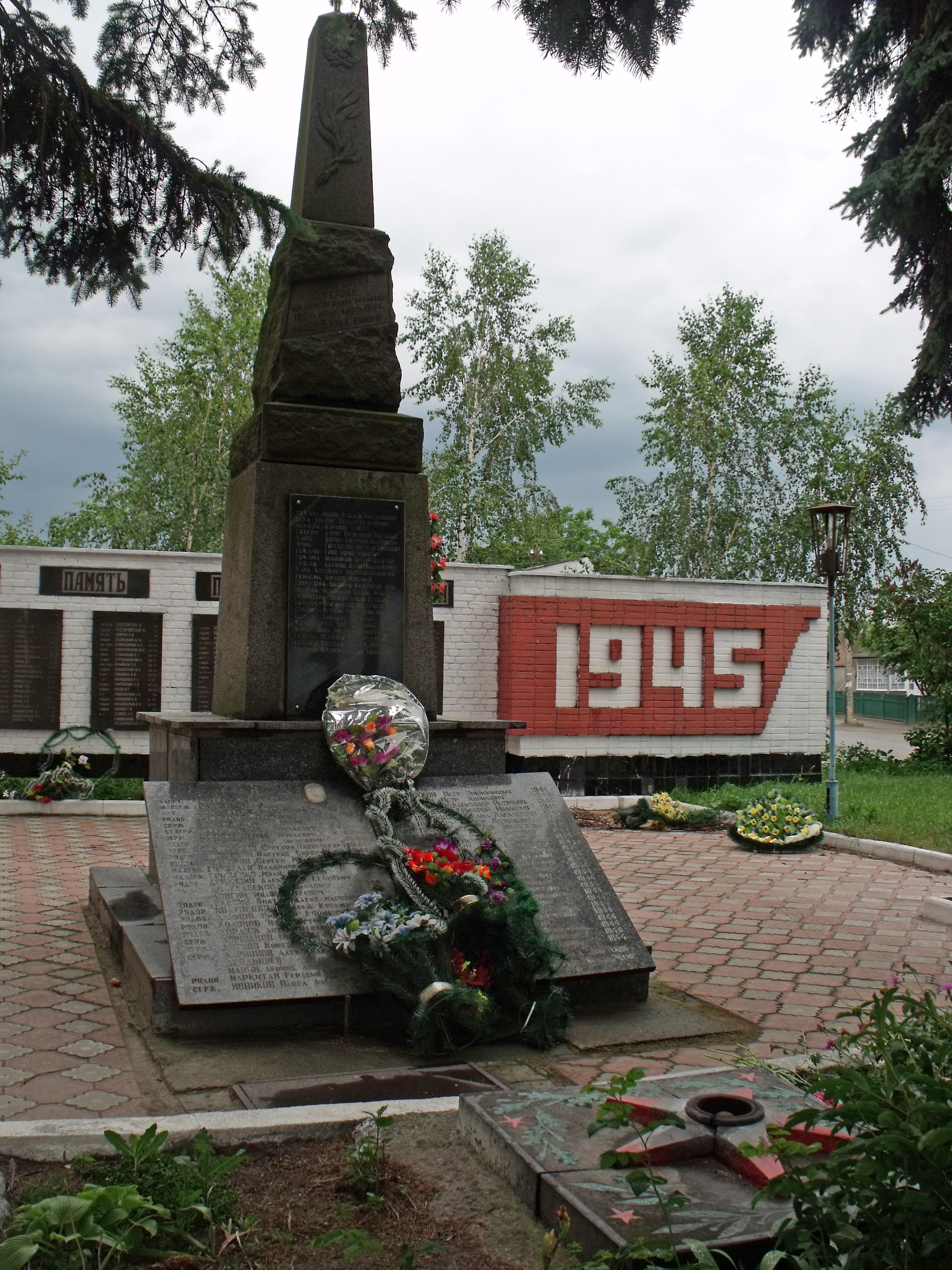
Обеліск у Гнівані воїнам, загиблим у Другій світовій війні

## Творчий доробок
Протягом 1945—1975 рр. розробив понад 80 різних проектів, зокрема 24 проекти планування міст і селищ, 21 проект будинків і споруд та 37 проектів малих архітектурних форм.

Серед об'єктів планування — парки у Вінниці та Могилеві-Подільському, сквер-бульвар у Тульчині, центральні частини у таких населених пунктах як — Козятин, Бар, Бершадь, Могилів-Подільський, Ямпіль, Липовець, Літин, Тиманівка. 

У Вінниці запроектував у 1946—1947 рр. житловий будинок з магазином («будинок залізничників») на розі вулиць Коцюбинського та Замостянської (спільно з В. П. Дуловим), ще один житловий будинок у 1953—1958 рр. (разом із С. І. Рабіним) на теперішній вул. Соборній, 103. Реконструював у 1947 р. середню школу № 2, побудовану у 1900—1901 рр. Г. Артиновим.

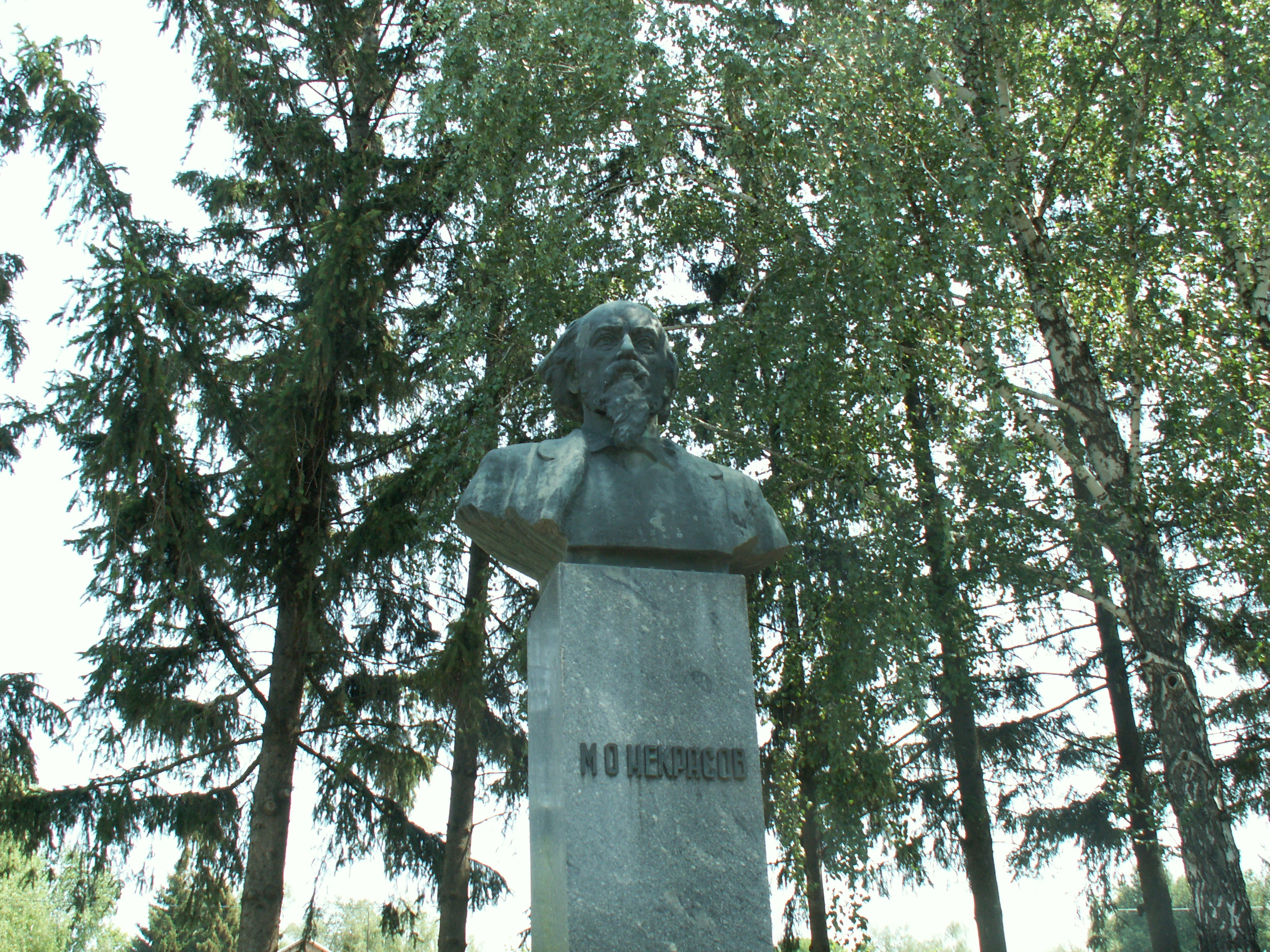
Пам'ятник поету М. Некрасову у Немирові

За його архітектурними проектами побудовані, зокрема:
- пам'ятник-погруддя М. І. Пирогова у музеї-садибі видатного хірурга (1947, спільно з І. Крестовським);
- монумент на могилі Д.Нечая (1954) у с. Черемошному Тиврівського району;
- пам'ятник винахіднику О. Ф. Можайському (1978) у смт Вороновиці Вінницького району;
- пам'ятник поету М.Некрасову (1971, у співавторстві) в Немирові;
- обеліск (1957) в Гнівані воїнам, загиблим у Другій світовій війні.[3]

## Нагороди
Нагороджений медалями «За перемогу над Німеччиною» та «За доблесну працю у Великій вітчизняній війні» та ін.

## Галерея
|                                                     |
| Житловий будинок у Вінниці (вул. Коцюбинського, 56) |

|                             |
| Краєвид Тульчина з пагорбів |

|                      |
| Центр міста Козятина |

|                    |
| У центрі міста Бар |

|                              |
| Краєвид Могилів-Подільського |

|                  |
| У центрі Липовця |

|                                          |
| Монумент на могилі Д.Нечая у Черемошному |

|                                        |
| Пам'ятник М.І. Пирогову у музеї-садибі |